# Paternae
 Paternae  è un'enciclica di papa Leone XIII, datata 18 settembre 1899, scritta all'Episcopato brasiliano, sulla formazione del clero nei seminari del Brasile.